# Хосе Меркадо
Хосе Габріель Меркадо Естасіо (ісп. José Gabriel Mercado Estacio; нар. 24 листопада 1988) — еквадорський борець вільного та греко-римського стилів, срібний та бронзовий призер чемпіонатів Південної Америки, бронзовий призер Боліваріанських ігор з вільної боротьби, срібний призер Боліваріанських ігор з греко-римської боротьби.

## Життєпис
Боротьбою почав займатися з 2004 року.
Виступав за спортивний клуб «Coar Guayas». Тренер — Хорхе Родрігес Антоніо Лімонта.

## Спортивні результати на міжнародних змаганнях

### Виступи на Чемпіонатах світу
| Змагання                        | Збірна  | Вагова категорія          | Місце |
| ------------------------------- | ------- | ------------------------- | ----- |
| Чемпіонат світу з боротьби 2011 | Еквадор | вільна боротьба, до 74 кг | 31    |

### Виступи на Панамериканських чемпіонатах
| Змагання                                   | Збірна  | Вагова категорія                 | Місце |
| ------------------------------------------ | ------- | -------------------------------- | ----- |
| Панамериканський чемпіонат з боротьби 2011 | Еквадор | вільна боротьба, до 74 кг        | 5     |
| Панамериканський чемпіонат з боротьби 2014 | Еквадор | греко-римська боротьба, до 85 кг | 13    |
| Панамериканський чемпіонат з боротьби 2014 | Еквадор | вільна боротьба, до 86 кг        | 13    |
| Панамериканський чемпіонат з боротьби 2015 | Еквадор | вільна боротьба, до 86 кг        | 15    |

### Виступи на Панамериканських іграх
| Змагання                  | Збірна  | Вагова категорія          | Місце |
| ------------------------- | ------- | ------------------------- | ----- |
| Панамериканські ігри 2011 | Еквадор | вільна боротьба, до 74 кг | 5     |

### Виступи на Чемпіонатах Південної Америки
| Змагання                                    | Збірна  | Вагова категорія                 | Місце  |
| ------------------------------------------- | ------- | -------------------------------- | ------ |
| Чемпіонат Південної Америки з боротьби 2013 | Еквадор | вільна боротьба, до 84 кг        | Бронза |
| Чемпіонат Південної Америки з боротьби 2013 | Еквадор | греко-римська боротьба, до 84 кг | 5      |
| Чемпіонат Південної Америки з боротьби 2014 | Еквадор | вільна боротьба, до 86 кг        | Срібло |

### Виступи на Південноамериканських іграх
| Змагання                       | Збірна  | Вагова категорія          | Місце |
| ------------------------------ | ------- | ------------------------- | ----- |
| Південноамериканські ігри 2014 | Еквадор | вільна боротьба, до 86 кг | 5     |

### Виступи на Боліваріанських іграх
| Змагання                 | Збірна  | Вагова категорія                 | Місце  |
| ------------------------ | ------- | -------------------------------- | ------ |
| Боліваріанські ігри 2013 | Еквадор | вільна боротьба, до 84 кг        | Бронза |
| Боліваріанські ігри 2013 | Еквадор | греко-римська боротьба, до 84 кг | Срібло |

### Виступи на інших змаганнях
| Змагання                       | Збірна  | Вагова категорія          | Місце  |
| ------------------------------ | ------- | ------------------------- | ------ |
| Кубок Бразилії з боротьби 2013 | Еквадор | вільна боротьба, до 84 кг | Срібло |

### Виступи на змаганнях молодших вікових груп
| Змагання                                                 | Збірна  | Вагова категорія                 | Місце  |
| -------------------------------------------------------- | ------- | -------------------------------- | ------ |
| Панамериканський чемпіонат з боротьби серед кадетів 2004 | Еквадор | вільна боротьба, до 76 кг        | Бронза |
| Панамериканський чемпіонат з боротьби серед юніорів 2007 | Еквадор | вільна боротьба, до 74 кг        | Бронза |
| Панамериканський чемпіонат з боротьби серед юніорів 2007 | Еквадор | греко-римська боротьба, до 74 кг | 6      |
| Панамериканський чемпіонат з боротьби серед юніорів 2008 | Еквадор | вільна боротьба, до 74 кг        | Бронза |